# École centrale de Kotka
L'École centrale de Kotka (finnois : Kotkan Keskuskoulu) est un bâtiment situé sur l'île Kotkansaari de Kotka en Finlande. La bâtiment est utilisée par une école primaire avec le méme nom.

## Histoire
Le bâtiment est conçu par Kaarlo Borg. 
Lors de sa construction en 1934, l'école est la deuxième de Finlande par sa taille.
En 2012, l'école accueille 415 enfants de 6 à 9 ans.